# خايمي أوكار
خايمي أوكار (مواليد 24 سبتمبر 1915) هو مبارز بالسيف أوروغواياني، مثّل بلاده في الألعاب الأولمبية الصيفية 1948.

## روابط رياضية
خايمي أوكار على موقع أوليمبيديا (الإنجليزية)